# ミラグロス・カラー
ミラグロス・カラー（Milagros Collar、女性、1988年4月15日 - ）は、スペインのバレーボール選手。ポジションはオポジット。スペイン代表。

## 来歴
マドリード出身。2006年にスペイン代表に初選出される。2011年、2013年の欧州選手権に出場した。2018/19シーズンは韓国リーグの現代建設ヒルステートでプレーした。

## 所属クラブ
- Club Voleibol J.A.V. Olímpico（2004-2010年）
- CAVムルシア2005（2010-2011年）
- Pontecagnano Faiano（2011-2012年）
- ル・カネ（2012-2013年）
- CS Volei Alba-Blaj（2013-2014年）
- CS Dinamo Bucureşti（2014-2015年）
- CSM Târgoviște（2015-2018年）
- Nilüfer Belediye（2018年）
- 現代建設ヒルステート（2018-2019年）
- Békéscsabai RSE（2019-2020年）
- CS Dinamo Bucureşti（2020-2021年）
- PAOKテッサロニキ（2021-2022年）
- AVR Atletik（2022-2023年）
- Karayolları（2023年）
- CV JAV Olímpico（2023-）